# Llista d'ocells hivernants del Solsonès

## Aligot comú
L'aligot comú o aguilot és una de les espècies de rapinyaires diürns més abundants al continent europeu. A Espanya les parelles que hi nidifiquen a l'èpoc estival es troben per tot l'estat tot i que és força més escàs a la zona de llevant mentre que n'arriben força més exemplars del nord d'Europa per a passar-hi l'hivern.
Segurament és un dels rapinyaires més abundants al Solsonès o, si més no, aquell que es pot veure més fàcilment a causa del seu costum de parar-se sobre els pals de telèfon i de la xarxa elèctrica.
Hi ha un considerable nombre de parelles que fan el niu a casa nostra. Se les troba pràcticament per tota la comarca, tot i que les majors densitats de població es donen al sud, al centre i al nord-est de la comarca. Ho fa preferentment als boscos de pins amb camps de cultiu propers. En les zones de muntanya se n'ha localitzat fins als 1.700 metres d'altitud.

## Becadell comú
El becadell comú és una espècie que nidifica al nord i centre d'Europa i a la península Ibèrica tan sols ho fa i de manera molt escassa al quadrant nord-occidental.
Al Solsonès és un hivernant molt escàs i localitzat però val a dir que regular. Es troba sobretot als petits embassament, basses, aiguamolls i lleres fangoses dels principals rius de la comarca.
S'ha detectat en el període que va de primers d'octubre (la cita més primerenca correspon al 4 de febrer a una bassa de Brics a finals de març (la cita més tardana correspon a un exemplar vist al riu Negre un 26 de març).